# Brot-Dessous

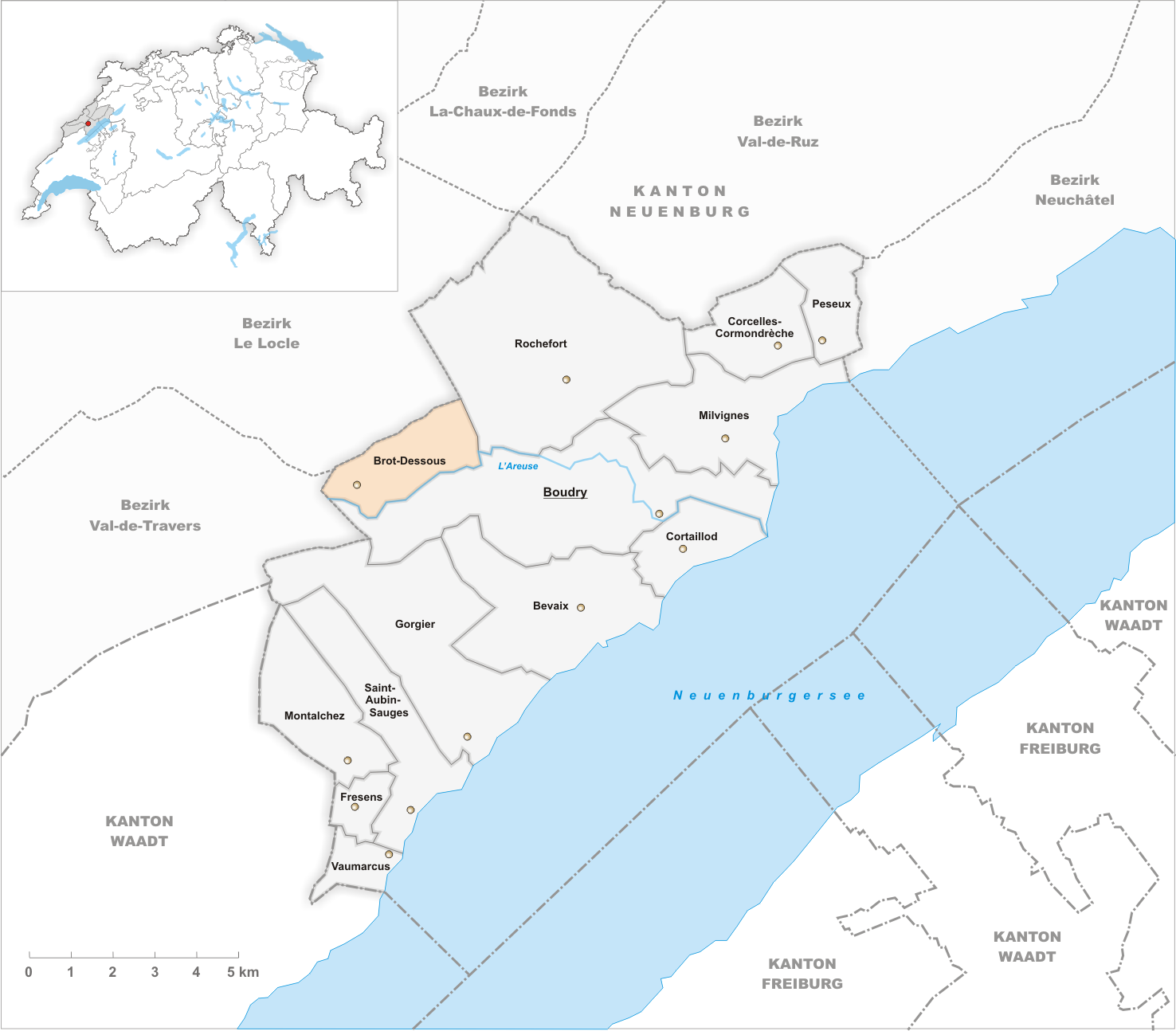
Gemeindestand vor der Fusion am 1. Januar 2016

Brot-Dessous war bis am 31. Dezember 2015 eine politische Gemeinde im Distrikt Boudry des Kantons Neuenburg in der Schweiz. Am 1. Januar 2016 fusionierte sie mit Rochefort.

## Geographie
Brot-Dessous liegt auf 857 m ü. M., 15 km westsüdwestlich der Kantonshauptstadt Neuenburg (Luftlinie). Das Dorf erstreckt sich auf einem Geländevorsprung am Südhang des Solmon, rund 200 m über der Areuse, die hier ein tiefes Durchbruchstal durch die vorderste Jurakette bildet.
Die Fläche des 5,0 km² grossen ehemaligen Gemeindegebiets umfasst die nördliche Talflanke der Areuseschlucht, die hier im Lauf der Jahrmillionen durch Erosion ein über 600 m tiefes Tal zwischen den Höhen von Soliat (mit der Felsenarena Creux du Van) und Solmon geschaffen hat. Die südliche Grenze bildet die Areuse, die teils wildbachähnlich mit dem Wasserfall Saut de Brot, teils mit etwas flacheren Ufern durch das Tal fliesst. Nach Norden erstreckt sich das Gebiet den Steilhang hinauf, der an einigen Orten mit Felswänden durchzogen ist, meist aber dichte Bewaldung (Forêt de Fretereules) aufweist. Die Nordgrenze verläuft auf dem Kamm des Solmon, auf dem mit 1263 m ü. M. der höchste Punkt von Brot-Dessous erreicht wird. Die westliche Abgrenzung liegt im Bereich der Engstelle der Clusette, welche den Eingang zum Val de Travers bildet. Von der Gemeindefläche entfielen 1997 5 % auf Siedlungen, 81 % auf Wald und Gehölze, 13 % auf Landwirtschaft und rund 1 % war unproduktives Land.
Zu Brot-Dessous gehören die Weiler Fretereules (844 m ü. M.) und Champ-du-Moulin-Dessus (701 m ü. M.) am Südhang des Solmon, die links der Areuse gelegenen Häuser von Champ-du-Moulin-Dessous (617 m ü. M.) sowie einige Einzelhöfe. Nachbargemeinden von Brot-Dessous waren Rochefort, Boudry, Val-de-Travers und Brot-Plamboz.

## Bevölkerung
Mit 103 Einwohnern (Stand 31. Dezember 2015) gehörte Brot-Dessous zu den kleinsten Gemeinden des Kantons Neuenburg. Von den Bewohnern sind 90,5 % französischsprachig, 5,3 % deutschsprachig und 2,1 % englischsprachig (Stand 2000). Die Bevölkerungszahl von Brot-Dessous ist bis 1900 auf 343 Einwohner angestiegen, seither hat sie aber durch die starke Abwanderung um mehr als zwei Drittel abgenommen.

## Politik
Die Stimmenanteile der Parteien anlässlich der Nationalratswahl 2015 betrugen: SVP 33,6 %, SP 18,6 %, GPS 12,1 %, PdA 9,3 %, CVP 6,4 %, FDP 5,7 %, BDP 5,7 %, glp 5,0 %, Liste du vote blanc 3,6 %.

## Wirtschaft
Die Bewohner von Brot-Dessous lebten lange Zeit hauptsächlich von der Landwirtschaft. Durch den Bau eines Elektrizitätswerks und des Wasserkraftwerks Les Moyats an der Areuse verbesserte sich die Wirtschaftslage etwas. Von 1900 bis 1935 wurde westlich von Brot-Dessous Kalkstein für das Zementwerk in Le Furcil (Noiraigue) abgebaut. Einige Erwerbstätige sind Wegpendler, die in der Region Neuenburg arbeiten.

## Verkehr

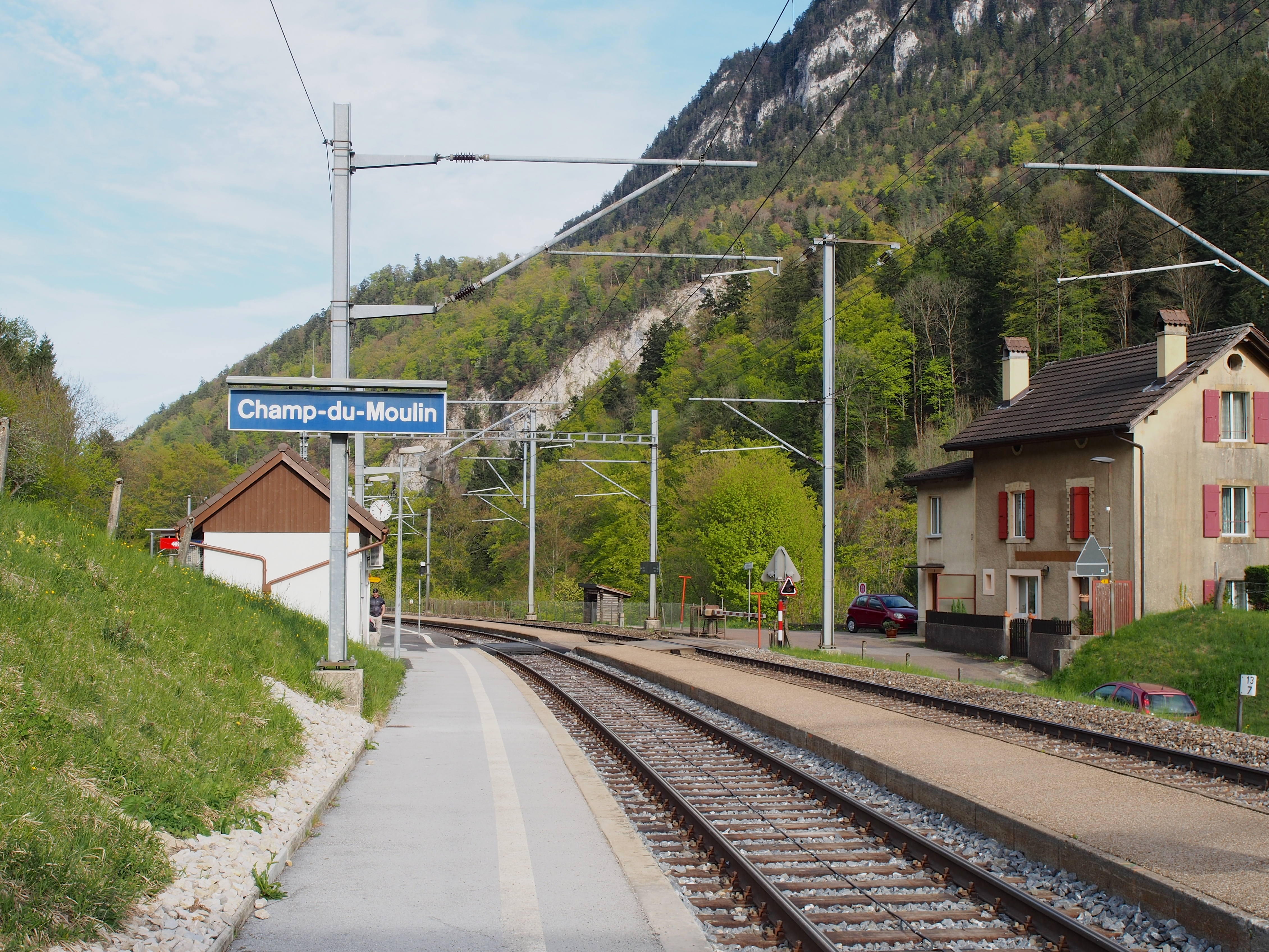
Bahnhof von Champ-du-Moulin

Die ehemalige Gemeinde ist verkehrsmässig recht gut erschlossen. Sie liegt an der Hauptstrasse von Neuenburg ins Val de Travers und über den Grenzübergang von Les Verrières nach Pontarlier in Frankreich. Am 25. Juli 1860 wurde die Bahnlinie Auvernier – Les Verrières mit einem Bahnhof in Champ-du-Moulin eingeweiht. Die Bahnlinie passiert das Durchbruchstal der Areuse mit zahlreichen Tunnels.

## Geschichte
Der Ortsname Broch wird bereits im Jahr 998 in der Gründungsurkunde des Priorats von Bevaix erstmals erwähnt. Er ist vermutlich auf das altfranzösische Wort broc (Felssporn) zurückzuführen. Brot-Dessous bildete zusammen mit Brot-Dessus das Gemeinwesen Brot, das im Mittelalter zur Herrschaft Boudry gehörte. Im frühen 14. Jahrhundert kam diese an die Grafschaft Neuenburg. Seit 1648 war Neuenburg Fürstentum und ab 1707 durch Personalunion mit dem Königreich Preussen verbunden. 1806 wurde das Gebiet an Napoleon I. abgetreten und kam 1815 im Zuge des Wiener Kongresses an die Schweizerische Eidgenossenschaft, wobei die Könige von Preussen bis zum Neuenburgerhandel 1857 auch Fürsten von Neuenburg blieben.
Von 1524 bis 1730 gehörte Brot zur Gemeinde Rochefort. Ab 1848 gehörte es zum Distrikt Boudry. 1888 lösten sich die im Vallée des Ponts gelegenen Teile der Gemeinde Brot und schlossen sich mit Plamboz zur neuen Gemeinde Brot-Plamboz zusammen. Brot-Dessous bildet seither eine eigene Gemeinde.

## Sehenswürdigkeiten
In Brot-Dessous steht eine 1845 erbaute Kapelle. Der Ort gehört seit 1861 zur Kirchgemeinde Rochefort.